# Кукс, Грэм
Роберт Грэм Кукс (Robert Graham Cooks; род. 2 июля 1941, Бенони, ЮАР) — американский химик, пионер в области масс-спектрометрии.
Член НАН США (2015), заслуженный профессор Университета Пердью. В 2001 году вошёл в число самых цитируемых химиков (по ISI).
В Университете Квазулу-Натал в ЮАР получил степени бакалавра (1961), магистра (1963) и доктора философии (1965), а в 1967 году получил ещё одну степень доктора философии в Кембридже. В последнем же являлся постдоком. С 1971 года в Университете Пердью, ныне его заслуженный именной профессор (Henry Bohn Hass Distinguished Professor) химии. Руководил докторскими исследованиями более чем у ста студентов.
В 2014 году совместно с Livia S. Eberlin, присоединившейся к его исследовательской команде в 2008 году, удостоился Nobel Laureate Signature Award от Американского химического общества.
Член Национальной академии изобретателей США (2014), фелло Американской академии искусств и наук (2010). Почётный член Украинского химического общества (1995) и Китайского общества масс-спектрометрии (1987).
Автор более тысячи научных работ, имеет 32 патента.

## Награды и отличия
- Thomson Medal, International Mass Spectrometry Society (1985)
- Sigma Xi[англ.] Faculty Research Award (1986)
- Herbert Newby McCoy Award (1990)
- Frank H. Field and Joe L. Franklin Award for Outstanding Achievement in Mass Spectrometry (1991)
- ACS Award in Analytical Chemistry (1997)
- Outstanding Commercialization Award Университета Пердью (2005)
- Alexander M. Cruickshank Lecturer, Гордоновские конференции (2005)
- John B. Fenn Award for a Distinguished Contribution in Mass Spectrometry (2006)
- Robert Boyle Prize for Analytical Science[англ.] (2008)
- Ralph N. Adams Award in Bioanalytical Chemistry (2009)
- Премия столетия, Королевское химическое общество (2011)
- Morrill Award Университета Пердью (2012)
- F. A. Cotton Medal[нем.] (2012)
- Dreyfus Prize in the Chemical Sciences[англ.] (2013)[5]
- Nobel Laureate Signature Award, ACS (2014, совместно с Livia S. Eberlin[англ.])[4]
- Aston Medal[англ.], British Mass Spectrometry Society (2017)[6]